# Istanbul Challenger 2006
L'Istanbul Challenger 2006 è stato un torneo di tennis facente parte della categoria ATP Challenger Series nell'ambito dell'ATP Challenger Series 2006. Il torneo si è giocato a Istanbul in Turchia dal 17 luglio 2006 su campi in cemento.

## Vincitori

### Singolare
Alexander Peya ha battuto in finale  Roko Karanušić con il punteggio di 6(3)–7, 6–0, 6–3.

### Doppio
Aleksej Kedrjuk /  Orest Tereščuk hanno battuto in finale  Jasper Smit /  Martijn van Haasteren con il punteggio di 1–6, 7–5, [10–8].